# O pagină întunecată
„O pagină întunecată” (titlu original: „Dark Page”) este al 7-lea episod din al șaptelea sezon (și ultimul) al serialului TV american științifico-fantastic Star Trek: Generația următoare și al 159-lea episod în total. A avut premiera la 1 noiembrie 1993.
Episodul a fost regizat de Les Landau după un scenariu de Hilary J. Bader. Episodul o prezintă pe o mai tânără Kirsten Dunst, în rolul fetiței pe nume Hedril, o tânără extraterestră.

## Prezentare
O cădere psihică o face pe Lwaxana Troi să cadă într-o comă, iar fiica ei Deanna Troi face eforturi pentru a-i salva viața. 

## Actori ocazionali
- Majel Barrett - Lwaxana Troi
- Norman Large - Maques
- Kirsten Dunst - Hedril
- Amick Byram - Ian Andrew Troi
- Andreana Weiner - Kestra Troi